# Flórida (Paraná)
Flórida é um município brasileiro do norte do Estado do Paraná, localizado a 460 metros de altitude no Terceiro Planalto Paranaense, na Região Metropolitana de Maringá. Com 2 652 habitantes, é um dos municípios menos populosos do Paraná, segundo Censo Demográfico realizado pelo IBGE para 2022.

## Etimologia
"Flórida" origina-se do adjetivo "florido", que vem do latim "floridus": que tem flores, de florescer.

### Origem
O nome do município data desde o início de seu desbravamento. Embora existir muitas teorias de seus primeiros moradores, a mais aceita é, através de pesquisas do escritor Gilmar Moreira aos arquivos da Companhia Melhoramentos Norte do Paraná (CMNP), de que teria sido colocado por um agrimensor estadunidense inspirado com o nome de um estado de seu país – Flórida. Outra teoria é que foi em referência ao Ribeirão Flórida, denominação dada por técnicos do departamento de topografia da CMNP.

## História
A fase de desbravamento da região durou pouco mais de quatro anos, entre 1946 e 1950. Logo depois, iniciou-se a fase de expansão demográfica. O período de 1950 a 1953 foi marcado pela chegada de diversas famílias vindas de municípios vizinhos da região Norte do Paraná.
A atividade impulsiva de então era a plantação de café, que foi gradativamente sendo substituída pelas lavouras mecanizadas de milho, trigo, soja e algodão.
Criado através da Lei Estadual nº4245 de 25 de julho de 1960, e instalado em 15 de novembro de 1961, foi desmembrado de Iguaraçu.

## Geografia
Possui uma área de 83,046 km² representando 0,0532 % do estado, 0,0188 % da região e 0,0012 % de todo o território brasileiro. Localiza-se a uma latitude 23º05'13" sul e a uma longitude 51º57'14" oeste, estando a uma altitude de 460 metros. Sua população estimada em 2019 era de 2.689 habitantes.

### Demografia
Dados do Censo - 2010
População total: 3.120
- Urbana: 2.668
- Rural: 452
- Homens: 1.574
- Mulheres: 1.546

Índice de Desenvolvimento Humano Municipal (IDH-M): 0,775
- IDH-Renda: 0,679
- IDH-Longevidade: 0,799
- IDH-Educação: 0,848

## Administração (2021-2024)
- Prefeito: António Emerson Sette (PSD)
- Vice-Prefeito: Roberto Leoni Júnior (PSD)
- Presidente da Câmara: Adenilson Jorge (PL)